# Elacatinus digueti
Espèce
Statut de conservation UICN

 LC  : Préoccupation mineure
Elacatinus digueti est une espèce de gobies de la sous-famille des Gobiinae.

## Description
Comme les autres membres du genre Elacatinus, il est appelé gobie néon, en raison de ses reflets métalliques.

Il mesure jusqu'à 3,2 cm (pour le mâle).

## Répartition et habitat
C'est un poisson récifal.
Il est originaire du Golfe de Californie jusqu'à la Colombie, mais il est également présent en aquarium, tout comme les autres espèces du genre Elacatinus.

## Taxinomie
Ce taxon admet les synonymes latins suivants :
- Gobiosoma brocki Ginsburg, 1938
- Gobiosoma digueti Pellegrin, 1901